# Huni Kuin

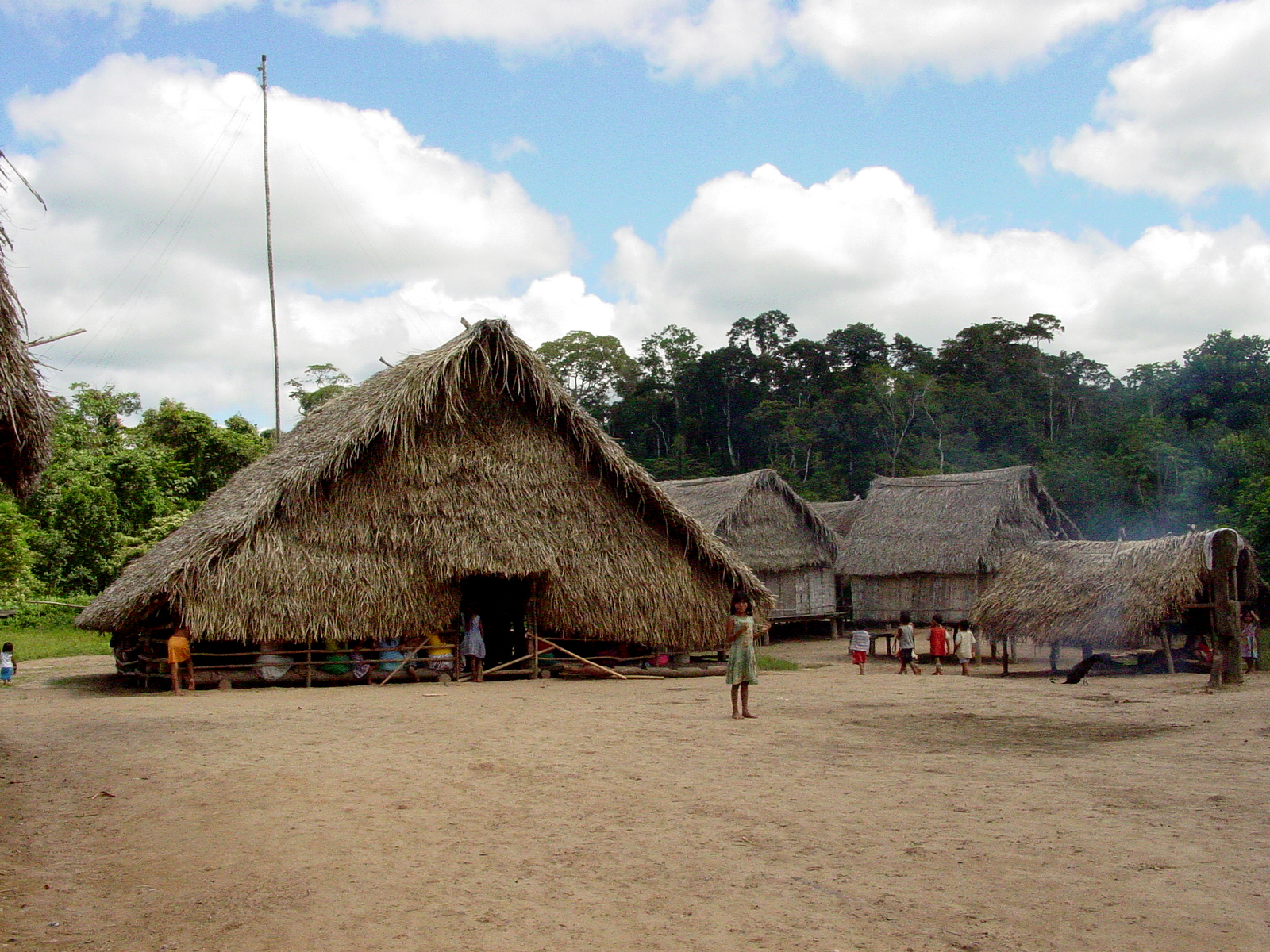
Dorf der Huni Kuin im Bundesstaat Acre

Die Huni Kuin (auch: Kaxinawá, Cashinahua, Kaschinawa, Kashinawa, Caxinauás) sind eine indigene Ethnie in Südamerika im nordöstlichen Peru und in Brasilien. Sie sprechen eine der südöstlichen Pano-Sprachen, ISO 639-3 Code: cbs.
Die Selbstidentifikation als Huni Kuin bedeutet so viel wie „Echte Menschen“ oder „Menschen mit Gebräuchen“. Der Name Kaxinawá ist als Zuschreibung von Dritten gebräuchlich und bedeutet „Kannibalen“, „Fledermausmenschen“ oder „Menschen, die nachts unterwegs sind“. Kaxinawá ist in der Literatur weit verbreitet, wird von den Huni Kuin selbst aber als beleidigend abgelehnt.
Sie lebten ursprünglich im Becken des Juruá-Flusses in Brasilien, doch als im späten 19. Jahrhundert während des Kautschuk-Booms die Indio-Gruppen zu Zwangsarbeitern gemacht werden sollten, floh eine kleine Gruppe zunächst in den Dschungel und dann über die Grenze nach Peru. Während die peruanischen Huni Kuin noch vielfältige alte Traditionen bewahren konnten, hat sich der Lebensstil der brasilianischen Huni Kuin schon weitgehend dem des Westens angeglichen. In beiden Siedlungsgebieten wird die Sprache nicht mehr an die Kindergeneration weitergegeben.

## Film
- Já me transformei em imagem. Regie: Zezinho Yube Huni Kuin. Brasilien 2008.